# Сейдиу, Патриот
Патриот Сейдиу (алб. Patriot Sejdiu; род. 5 мая 2000, Приштина, Югославия) — косовский футболист, полузащитник шведского клуба «Мальмё».

## Клубная карьера
Начинал заниматься футболом в «Хёрбю». В 2015 году присоединился к молодёжной команде «Мальмё». В 2016 году на правах аренды выступал за клуб седьмого дивизиона «Сёдра Рёрум», за который провёл семь матчей и забил четыре мяча. В январе 2020 года подписал с клубом молодёжный контракт, рассчитанный на два года. 30 января того же года на правах аренды отправился в «Далькурд». В его составе первый матч сыграл 16 июня в первом туре нового сезона Суперэттана, когда он появился на поле в середине второго тайма встречи с «Акрополисом».
12 ноября 2021 года подписал первый профессиональный контракт с «Мальмё» сроком на три года. 20 ноября впервые попал в заявку основной команды на матч Алльсвенскана с «Хеккеном», но на поле не появился. 7 мая 2022 года в матче с «Мьельбю» дебютировал за клуб в чемпионате Швеции, заменив в середине второго тайма Велько Бирманчевича.
10 июля 2024 года до конца сезона перешёл на правах аренды в нидерландский клуб «Рода». 

## Карьера в сборной
В середине марта 2022 года впервые был вызван в молодёжную сборную Косова. Дебютировал в её составе 25 марта в отборочном матче к чемпионату Европы со словенцами.

## Личная жизнь
Сейдиу родился в Приштине, откуда в четырёхлетнем возрасте переехал вместе с семьёй в Швецию.

## Клубная статистика
| Выступление      | Выступление      | Выступление      | Лига | Лига | Кубки | Кубки | Евро. кубки | Евро. кубки | Итого | Итого |
| Клуб             | Лига             | Сезон            | Игры | Голы | Игры  | Голы  | Игры        | Голы        | Игры  | Голы  |
| ---------------- | ---------------- | ---------------- | ---- | ---- | ----- | ----- | ----------- | ----------- | ----- | ----- |
| → Сёдра Рёрум    | Дивизион 7       | 2016             | 7    | 4    | 0     | 0     | —           | —           | 7     | 4     |
| → Сёдра Рёрум    | Итого            | Итого            | 7    | 4    | 0     | 0     | —           | —           | 7     | 4     |
| → Далькурд       | Суперэттан       | 2020             | 16   | 5    | 0     | 0     | —           | —           | 16    | 5     |
| → Далькурд       | Итого            | Итого            | 16   | 5    | 0     | 0     | —           | —           | 16    | 5     |
| Мальмё           | Алльсвенскан     | 2022             | 19   | 4    | 2     | 0     | 3           | 1           | 24    | 5     |
| Мальмё           | Алльсвенскан     | 2023             | 10   | 1    | 4     | 3     | 2           | 0           | 16    | 4     |
| Мальмё           | Итого            | Итого            | 29   | 5    | 6     | 3     | 5           | 1           | 40    | 9     |
| → НАК Бреда      | Эрстедивизи      | 2023/24          | 18   | 4    | 0     | 0     | —           | —           | 18    | 4     |
| → НАК Бреда      | Итого            | Итого            | 18   | 4    | 0     | 0     | —           | —           | 18    | 4     |
| → Рода           | Эрстедивизи      | 2024/25          | 30   | 4    | 0     | 0     | —           | —           | 30    | 4     |
| → Рода           | Итого            | Итого            | 30   | 4    | 0     | 0     | —           | —           | 30    | 4     |
| Всего за карьеру | Всего за карьеру | Всего за карьеру | 100  | 24   | 6     | 3     | 5           | 1           | 111   | 28    |